# Heera Mandi
Heera Mandi (urdski i pandžapski: ہیرا منڈی, 'Tržnica dijamantima'), poznata i kao Shahi Mohallah ('Kraljevska četvrt'), gradska je četvrt i bazar u Starom gradu Lahore, u Pakistanu. Osobito je poznato kao crvena četvrt grada. Vjeruje se da je izvorno bila nazvana Hira Singh Di Mandi, 'tržnica Hire Singha'. Ovaj se naziv kasnije preobrazio u današnje ime uz preobrazbe u crvenu četvrt.
Nalazi se u Starom gradu Lahore, blizu ulaza Taxali i južno od džamije Badshahi. Ime Heeramandi isprva je nadjenuto zajednici pjesme i plesa iz tawaifske kulture mogulskoga razdoblja, a vruća točka za prostituciju mjesto je postalo tijekom invazija klana Durrani. Uslijed britanske kolonizacije, Heera Mandi je postepeno postala crvena četvrt.

## Etimologija
Hira Singh Dogra, predsjednik vlade pandžabaca, za vladavine maharadže Ranjita Singha vjerovao je da bi se Shahi Mohalla u središtu grada mogao pretvoriti u ekonomski centar grada, poput bazara, osim što bi bio dom tawaifama (kurtizanama), s bogatom plesnom kulturom. Uspostavio je tržnicu u četvrti, koja je isprva bila poznata kao »tržnica Hire Singha«. S vremenom je to ime pokraćeno na Heera Mandi, a vjerovalo se da je to bilo i zbog usporedbe djevojaka koje su ondje nastupale s dijamantima (pandž. हिरा, hira).

## Zabrana prostitucije
Pod Muhammadom Zia-ul-Haqom, provela se operacija protiv glazbenih i plesnih kuća u gradu, za koje se tvrdilo da su brlozi prostitucije. Nakon što je prostitucija zabranjena u Heera Mandiju, u većini se ulica otvorilo restorane i trgovine. U novije vrijeme prostitucija se ondje, iako i dalje zabranjena, odvija u tajnosti, a ta je praksa već i u padu zbog porasta u mrežnoj prostituciji.

## U popularnoj kulturi
- Lajwanti, indijska TV-serija iz 2015. koja se djelomice odvija u Heera Mandiju.
- Četvrt je mjesto radnje Netflixove serije Heeramandi iz 2024. godine.
- Taxali Gate, pakistanski film iz 2024., djelomice se odvija u Heera Mandiju.

## Daljnje čitanje
- Saeed, Fouzia. 2001. Taboo!: The Hidden Culture of a Red Light Area. Oxford University Press. Karachi. ISBN 978-0-19-579412-0
- Saeed, Fouzia. 2006. Good women, bad women: prostitution in Pakistan.   Gangoli, Geetanjali; Westmarland, Nicole (ur.). International Approaches to Prostitution: Law and policy in Europe and Asia. The Policy Press, University of Bristol. str. 141–164. ISBN 978-1-86134-672-8
- Brown, Louise. 2006. The Dancing Girls of Lahore: Selling Love and Saving Dreams in Pakistan's Pleasure District. Harper Perennial. ISBN 978-0-06-074043-6
- Khan, Noor Mohammad. 2009. Some Time On the Frontier-A Pakistan Journal. CreateSpace. ISBN 978-1-4404-1597-5